# Ґути (Ломжинський повіт)
Ґути (пол. Guty) — село в Польщі, у гміні Пйонтниця Ломжинського повіту Підляського воєводства.
Населення — 80 осіб (2011).
У 1975-1998 роках село належало до Ломжинського воєводства.

## Демографія
Демографічна структура станом на 31 березня 2011 року:
|          | Загалом | Допрацездатний вік | Працездатний вік | Постпрацездатний вік |
| -------- | ------- | ------------------ | ---------------- | -------------------- |
| Чоловіки | 43      | 10                 | 24               | 9                    |
| Жінки    | 37      | 8                  | 17               | 12                   |
| Разом    | 80      | 18                 | 41               | 21                   |